# Johannes Tavenraat

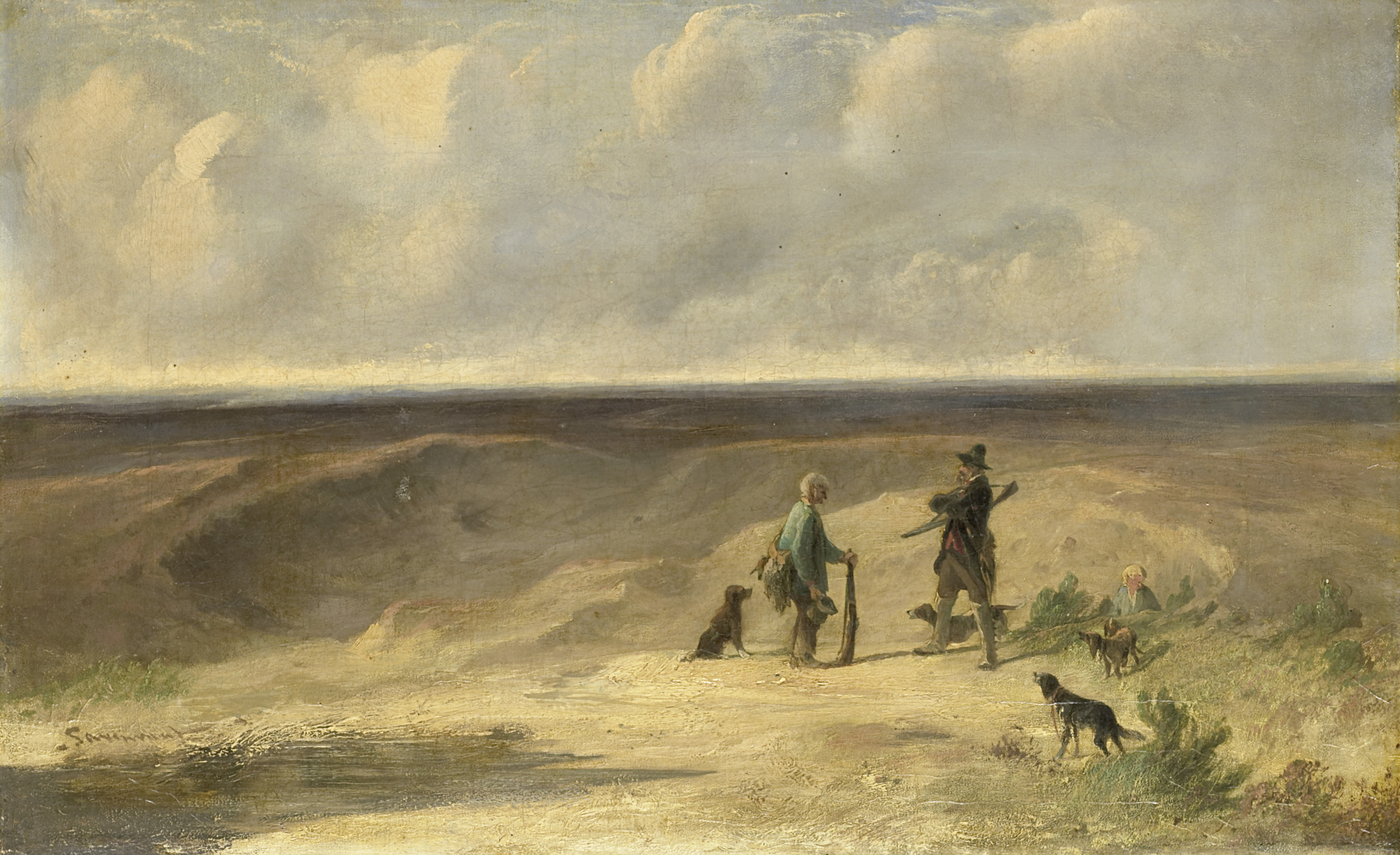
Tavenraat ertappt einen Wilderer, zwischen 1830 und 1860, Rijksmuseum Amsterdam

Johannes Tavenraat (* 20. März 1809 in Rotterdam; † 2. April 1881 ebenda) war ein niederländischer Landschafts- und Jagdmaler der Klever Romantik.

## Leben

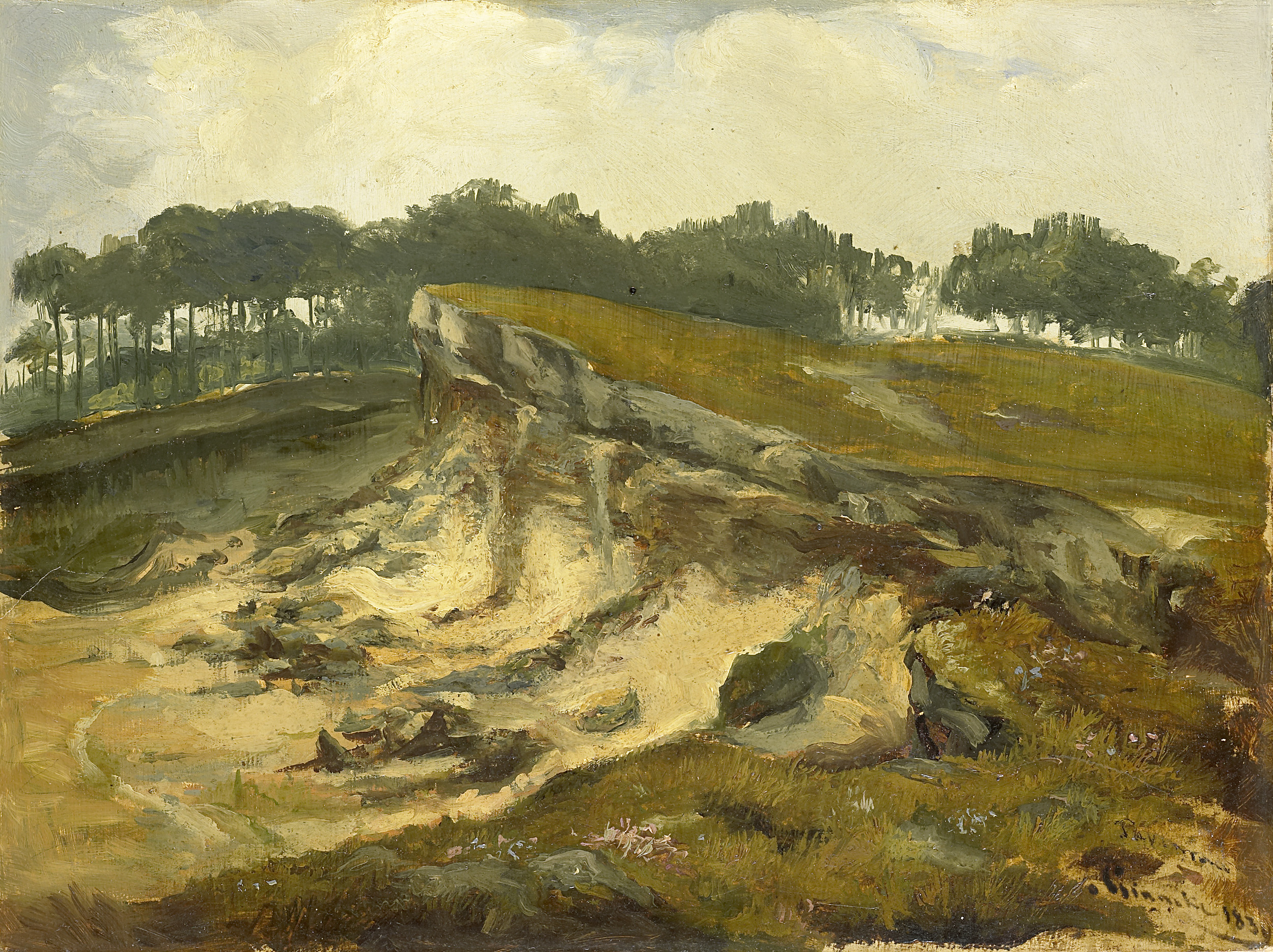
Sandabgrabung, 1839, Rijksmuseum Amsterdam

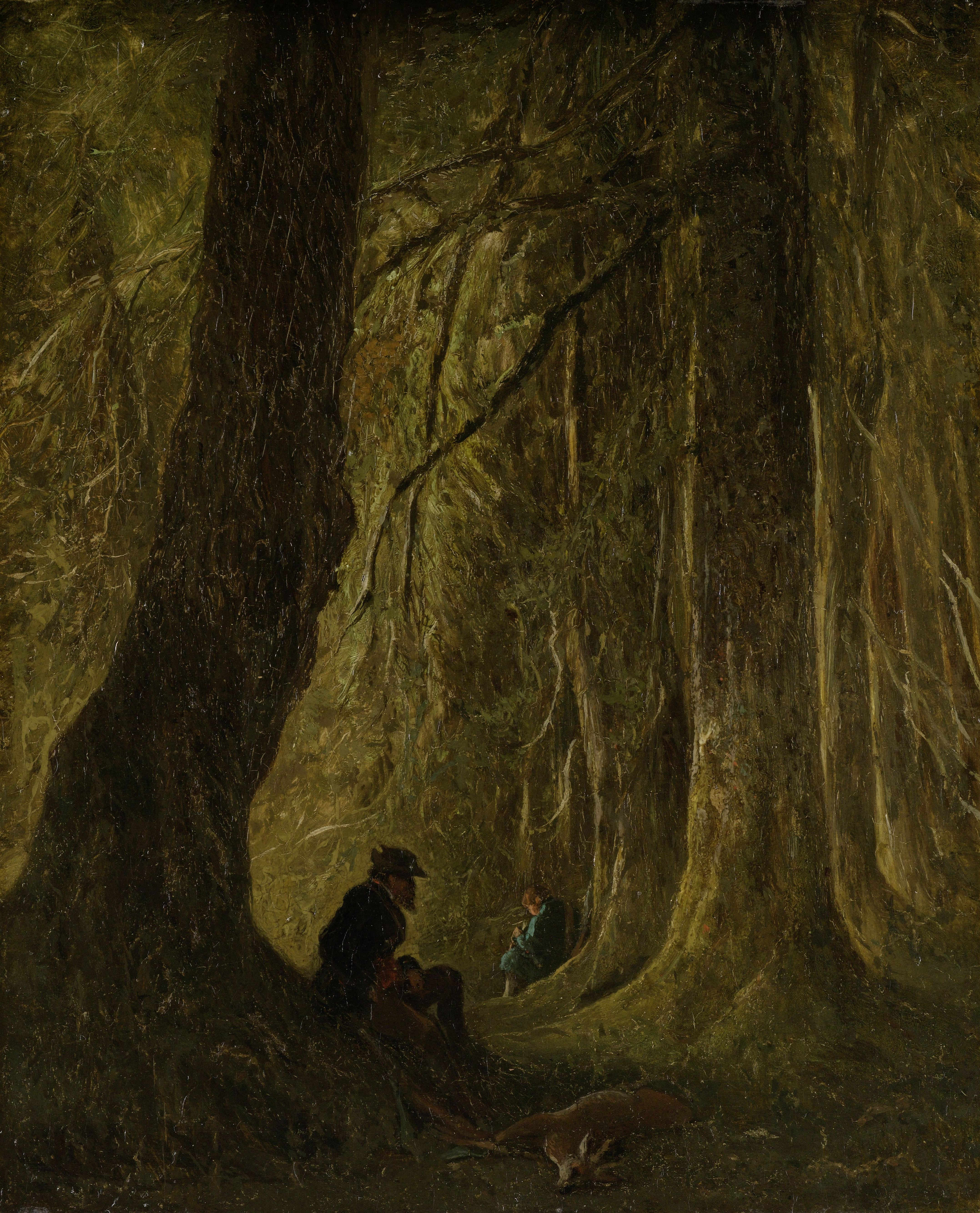
Auf der Treibjagd im Klever Reichswald, zwischen 1830 und 1860, Rijksmuseum Amsterdam

Tavenraat, Spross einer Rotterdamer Familie von Tuchfärbern, Sohn des Fabrikanten und Landschaftsmalers Jan Jacob Tavenraat (1785–1864) und dessen Ehefrau Petronella Magdalena, geborene Crooswijk, war anfangs zu einer kaufmännischen Laufbahn bestimmt und begann 1824 mit der Malerei. Im Jahr 1839 beschloss er, sich ganz dem Malerberuf zu widmen. Er erhielt Unterricht bei Willem Hendrik Schmidt sowie um 1840 bei Félix Bovie, einem Schüler von Barend Cornelis Koekkoek in Kleve, dessen Zeichen-Akademie Tavenraat wahrscheinlich ebenfalls besuchte. Von 1842 bis 1846 lebte er in Brüssel, von 1846 bis 1860 auf dem Brakelshof in Materborn, nahe dem Klever Reichswald, ab 1860 wieder in Rotterdam.
Tavenraats Malstil, der darauf abzielte, Szenen und landschaftliche Stimmungen gemäß subjektiver Wahrnehmung darzustellen, stieß auf Missfallen der niederländischen Kunstkritik, was Tavenraat nicht anfocht, da er finanziell unabhängig war. Er gilt als Außenseiter unter den niederländischen Romantikern.
Tavenraat unternahm zahlreiche Studienreisen, innerhalb Deutschlands, den Niederlanden und Belgiens, nach Österreich (Tirol), Böhmen und Mähren, in die Schweiz, nach Frankreich und Großbritannien. Er war Mitglied des Rotterdamer Künstlervereins „Hierdoor tot Hooger“.
In Brüssel heiratete er 1841 Anna Catharina van Dijck († 15. April 1855). Zwei Söhne des Paars, Arnoldus Dirk Felix Tavenraat und Dirk Arnoldus Tavenraat (1845–1930), wurden ebenfalls Landschaftsmaler. Die Tochter Adriana Petronella Anna Regina (* 1. April 1854 in Materborn; † 21. Dezember 1942 in Den Haag) heiratete 1886 den niederländischen Rechtswissenschaftler Hugo Krabbe. Über seine Schwester Catharina „Cateau“ Wilhelmine Marie Johanna (1822–1894) wurde er 1843 Schwager des späteren preußischen Generalstaatsanwalts Carl Georg Wever, welcher von 1847 bis 1855 Oberprokurator in Kleve war. Über seine Schwester Suzanna Maria Philippina (* 1819), wurde er 1855 Schwager des späteren Reichstagsabgeordneten Richard Krieger.
Museen, die Travenraat Werke sammeln und ausstellen, sind das Rijksmuseum Amsterdam, Dordrechts Museum und das B.C. Koekkoek-Haus in Kleve.